# 馮寶君
馮寶君（1973年9月15日—），前馬來西亞民主行動黨华都牙也區國會議員。

## 家庭背景
- 父母、一姐三妹（排行第二）

## 教育背景
- 怡保美以美女校（小學至中學）
- 怡保ACS接受高等教育
- 馬來西亞國際回教大學法律系學士

## 年表
- 1992年，加入民主行動黨。
- 1997年，受委霹州州委。
- 1999年，中選為華都牙也區國會議員，打敗馬華楊智華。
- 2000年，受委民主行動黨霹靂州婦女組主席。
- 2004年，蟬聯华都牙也區國會議員，打敗馬華黃家泉。

## 外部連結
- Fong Po Kuan's blog Chamber of Thoughts.